# Ґроткі
Ґроткі (пол. Grotki) — село в Польщі, у гміні Радзанув Білобжезького повіту Мазовецького воєводства.
Населення — 212 осіб (2011).
У 1975-1998 роках село належало до Радомського воєводства.

## Демографія
Демографічна структура станом на 31 березня 2011 року:
|          | Загалом | Допрацездатний вік | Працездатний вік | Постпрацездатний вік |
| -------- | ------- | ------------------ | ---------------- | -------------------- |
| Чоловіки | 111     | 21                 | 75               | 15                   |
| Жінки    | 101     | 26                 | 55               | 20                   |
| Разом    | 212     | 47                 | 130              | 35                   |